# Niels Kerstholt
Niels Kerstholt, né le 2 avril 1983 à Utrecht, est un patineur de vitesse sur piste courte néerlandais.

## Carrière
Niels Kerstholt participe aux épreuves de patinage de vitesse sur piste courte aux Jeux olympiques de 2006 se tenant à Turin. Il se classe 10e du 1 500 mètres. Aux Jeux olympiques de 2010 se déroulant à Vancouver, il prend la 16e place au 500 mètres et la 20e place  du 1 500 mètres.
Il remporte la médaille d'or sur 3 000 mètres, la médaille d'argent au général et la médaille de bronze sur 1 500 mètres aux Championnats d'Europe 2012 se déroulant à Mlada Boleslav.